# Wiesental

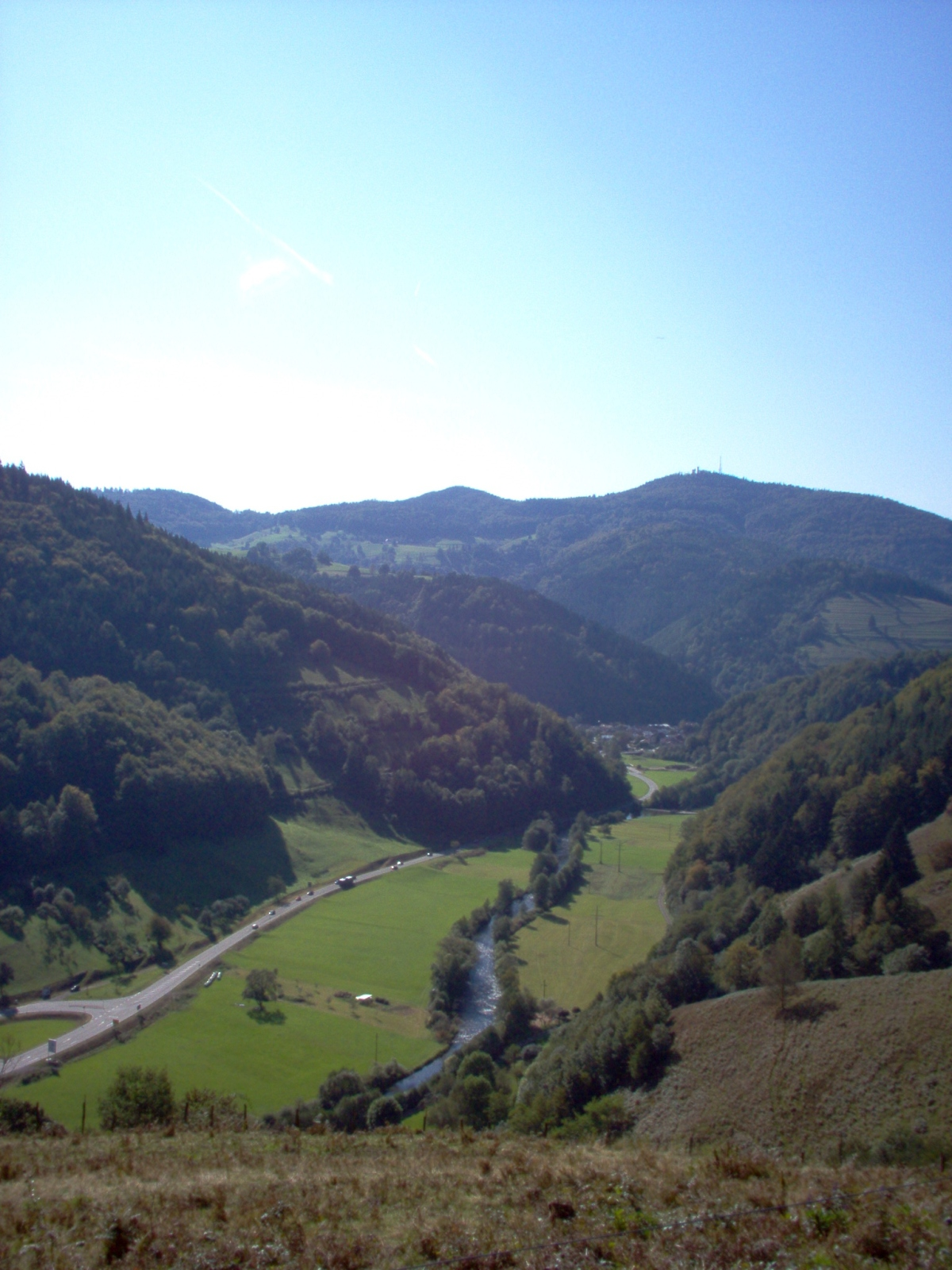
Blick über das Wiesental oberhalb Mambach

Das Wiesental ist ein Tal im Südschwarzwald, das nach dem Fluss Wiese benannt ist. Die Wiese ist ein rechter Nebenfluss des Rheins. Sie entspringt am Feldberg und mündet bei Basel.
Das Wiesental war eine der am frühesten industrialisierten Gegenden des ehemaligen Großherzogtums Baden und ein wichtiger Produktionsstandort der Textilindustrie.

## Geografische Lage

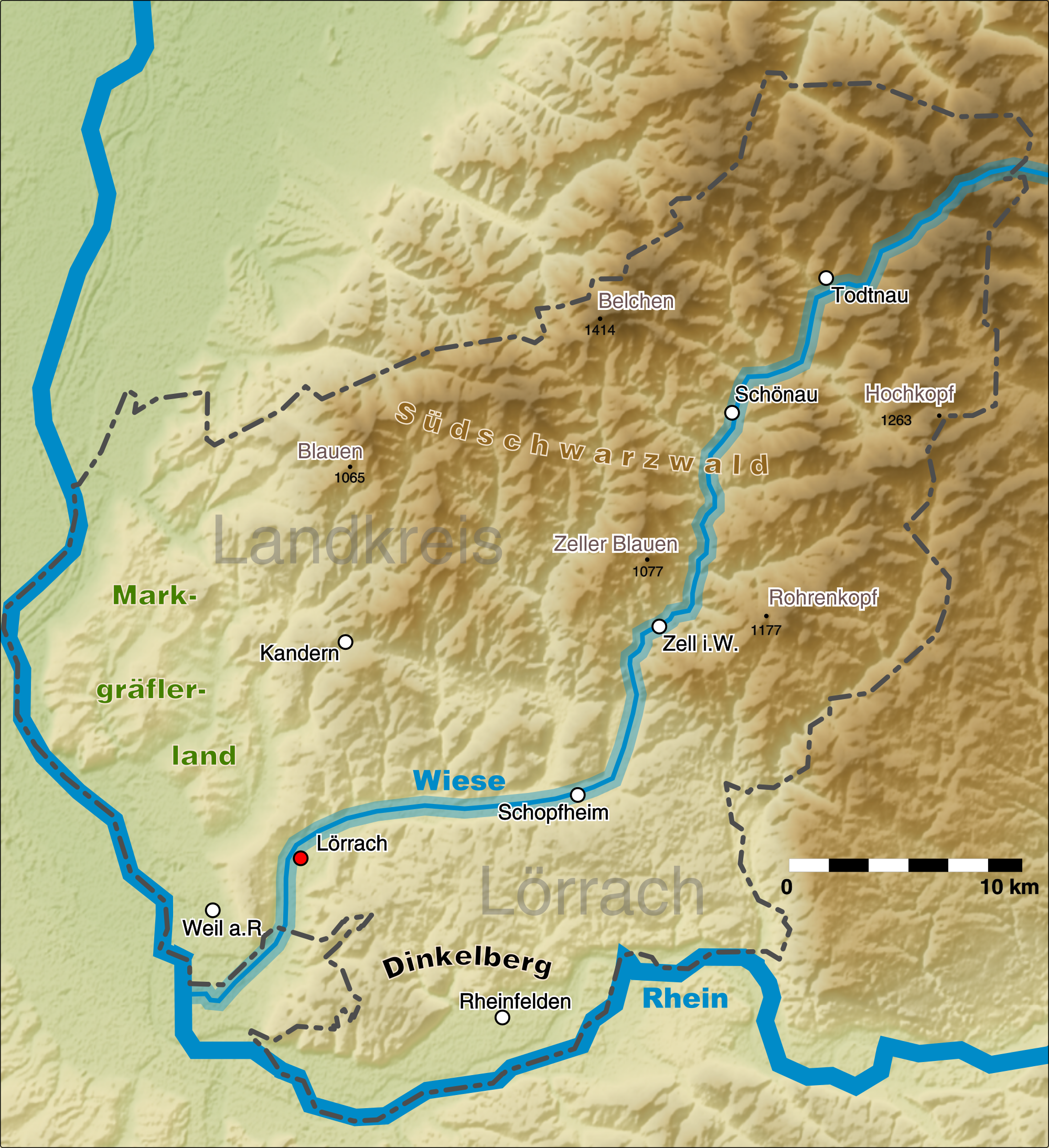
Wiesental im Schwarzwald mit Flussverlauf

Das Wiesental gehört mit Ausnahme der beiden Schweizer Gemeinden Riehen und Basel an der Wiesemündung und der Gemeinde Feldberg mit der Wiesenquelle (Landkreis Breisgau-Hochschwarzwald) gänzlich zum Landkreis Lörrach. Es erstreckt sich entlang des 55 Kilometer langen Verlaufs der Wiese in südwestlicher Richtung vom Feldberg (wo die Wiese auf rund 1200 m ü. NHN entspringt) bis nach Basel (244 m ü. M.). Etwa in der Mitte des Tales, unterhalb von Schopfheim, vereinigt sich die Wiese mit ihrem größten Zufluss, der Kleinen Wiese. Die Kleine Wiese entsteht bei Tegernau durch die Vereinigung der Köhlgarten- und der Belchenwiese, ihr Tal ist als Kleines Wiesental bekannt.
Die größte Stadt des Wiesentals ist Lörrach mit über 50.000 Einwohnern, gefolgt von Schopfheim mit über 20.000.

## Geologie
Im hinteren Teil des Tales finden sich vor allem Gneis und Granit. Ungefähr bei Zell ändert sich dies jedoch, von dort ab ist auf der rechten Seite vor allem Sandstein zu finden, auf der linken Seite eher Kalkstein (siehe z. B. Dinkelberg, Homburger Wald oder Eichener See).

## Verkehr
Die Hauptverkehrsader des Wiesentals ist die Bundesstraße 317, die das Tal in südwestlicher Richtung nahezu entlang der Wiese durchzieht und den Fluss achtmal überquert. Bei Schopfheim zweigt die B 518 in Richtung Wehratal und Hochrhein ab, bei Lörrach besteht ein Anschluss an die A98, welche mit Hilfe der Wiesentalbrücke viaduktartig über das Tal führt. Ebenfalls parallel zur Wiese verläuft die Wiesentalbahn, die von Basel (Badischer Bahnhof) bis nach Zell läuft und inzwischen von der Schweizer SBB betrieben wird und auch Anschluss an den Bahnhof Basel SBB hat.
Früher fuhr ab Zell eine Schmalspurbahn bis nach Todtnau („Todtnauerli“). Diese wurde 1967 aufgegeben. Ebenfalls stillgelegt wurde die Wehratalbahn, die in Schopfheim begann und über Wehr ins Rheintal führte.
Entlang des Wiesentals führt von Todtnau bis Basel der 53 Kilometer lange Wiesental Radweg.

## Geschichte

### Erste Besiedlung
Das Wiesental wurde bereits früh bewohnt, wie römische Funde in der Gegend von Maulburg und Brombach belegen. Die großräumige Besiedlung des Tals begann allerdings wohl erst später; Gräberfunde bei Fahrnau und Schopfheim deuten auf eine Besiedlung des Mittleren Wiesentals um etwa 700 nach Christus hin, das hintere Wiesental wurde wahrscheinlich erst im 10. und 11. Jahrhundert besiedelt.
Der Lörracher Ortsteil Brombach wurde bereits 786 urkundlich erwähnt. Die älteste Stadt des Wiesentals ist Schopfheim (erste urkundliche Erwähnung: 807), das um 1250 von den Herren von Rötteln das Marktrecht erhielt.

### Besitzverhältnisse ab dem Hochmittelalter
Im Hochmittelalter war das Wiesental im Besitz zahlreicher geistlicher und weltlicher Herren.  Im Vorderen Wiesental, bei Lörrach, Brombach und Rötteln, hatten die Herren von Rötteln als Vögte des Basler Klosters St. Alban eine wichtige Stellung und errichteten oberhalb von Lörrach ihre Burg. Neben dem Gebiet des Vorderen Wiesentals hatten die Röttler auch zahlreiche Besitzungen im Mittleren (Maulburg, Schopfheim und andere) und Kleinen Wiesental. Eine Seitenlinie der Röttler waren die Herren von Rotenburg, die bei Wieslet ihre Burg hatten. Die Herren von Waldeck hatten Besitz und Rechte bei Fahrnau, Steinen, Hägelberg und Fröhnd, die adlige Familie Kaltenbach hatte sich im benachbarten Kandertal eine Herrschaft errichtet, während die Familie von Kienberg vor allem auf dem Dinkelberg, aber auch in Gresgen Rechte und Besitz hatte. Ebenfalls im Wiesental begütert war das Geschlecht derer von Klingen bei Langenau und Gersbach, die Familie derer von Wehr im Oberen Wiesental. Die Adelsfamilie von Wart hatte Rechte bei Endenburg, Schlächtenhaus und Weitenau und die von Grenchen bei Fröhnd, Schönau, Wembach und Höllstein. Daneben hatten auch die Klöster zahlreiche Rechte und Besitzungen im Tal, insbesondere St. Blasien und das Damenstift Säckingen. Das Kloster St. Blasien hatte im Verlaufe des 12. Jahrhunderts von mehreren Adelsgeschlechtern (von Waldeck, von Eichstetten, von Wehr-Wildenstein, von Grenchen und Höllstein) das gesamte Gebiet um Schönau und Todtnau und im 13. Jahrhundert von den Herren von Stein und Künaberg auch Fröhnd erhalten und hatte darüber hinaus eine eigene Propstei im Mittleren Wiesental bei Weitenau. Dem Damenstift Säckingen gehörte die Umgebung von Zell und Häg-Ehrsberg. Interessant ist, dass insbesondere im 12. Jahrhundert ein großer Teil des Adelsbesitzes an die Klöster kam. Die Herren von Kaltenbach schenkten ihren Besitz dem Kloster St. Blasien und begründeten dadurch die Propstei Bürgeln; die Besitzungen der Propstei Weitenau gingen zu weiten Teilen auf die Herren von Wart zurück, die Herren von Waldeck übergaben ihren Besitz ebenfalls an das Kloster St. Blasien und das Kloster Wettingen wurde von den Herren von Üsenberg beschenkt.
Aufgrund des Klosterbesitzes kamen auch neue Adelsfamilien zu Amt und Besitz in das Wiesental, so zum Beispiel die Herren von Stein, die für das Damenstift Säckingen das Meieramt bei Zell und Häg ausübten und dieses Amt an die Familie derer von Schönau vererbten. Ebenfalls von den Herren von Stein an die von Schönau kam die Herrschaft Neuenstein, die dann aber im Jahr 1400 an Rudolf III. von Hachberg-Sausenberg verkauft wurde; zum Zeitpunkt des Verkaufs umfasste sie das Gebiet zwischen Wiesen- und Wehratal mit den Orten Gersbach, Schlechtbach, Raitbach, Kürnberg, Schweigmatt und weiteren Höfen, also den östlichen Teil der heutigen Gemarkung Schopfheims. Als Schirmvögte der Kloster Säckingen (seit 1181) und St. Blasien (seit 1254) traten auch die Habsburger im Wiesental in Erscheinung und wurden zu wichtigen Herren insbesondere im Oberen Wiesental. Als Schirmvögte des Klosters Murbach beanspruchten sie auch die Lehenshoheit über Schopfheim.
Ab dem 13. Jahrhundert begann eine gewisse Konsolidierung. Die Herren von Rötteln erbten zunächst Besitz derer von Waldeck und von Wehr (beziehungsweise sie erhielten die Vogtei über die entsprechenden Propsteien), starben aber ihrerseits mit Lüthold II. 1316 aus, wodurch die Röttelnschen Besitzungen an das Haus Hachberg-Sausenberg kam. Die Markgrafen von Hachberg hatten bereits die aus den ehemals Kaltenbachschen Besitzungen hervorgegangene Herrschaft Sausenberg bei Kandern geerbt. 1503 starben sie jedoch ebenfalls aus, sodass ihr Besitz an die Markgrafen von Baden (beziehungsweise Baden-Durlach) fiel. Bereits die Markgrafen von Hachberg hatten begonnen, ihr Herrschaftsgebiet im Wiesental zu konsolidieren, und ihre badischen Nachfolger setzten diese Politik fort. Das Vordere Wiesental ist deswegen Teil des Markgräflerlands. Im Oberen Wiesental bestanden weiterhin die Besitzungen der Klöster Säckingen (Vogtei Zell) und St. Blasien (Vogteien Schönau und Todtnau) unter der Oberherrschaft der Habsburger; das Obere Wiesental wurde dadurch Teil von Vorderösterreich und blieb bis 1805 in habsburgischer Hand. Erst durch den Frieden von Pressburg vom 26. Dezember 1805 kam dieser Teil des Tals an das neue Großherzogtum Baden.

Karte des Markgräflerlandes, die die Grenze zwischen Hausen und Zell illustriert

Die Grenze zwischen Vorderösterreich und Baden-Durlach verlief zwischen Hausen und Zell, also etwa in der Mitte des Tales. Die Trennung zwischen den beiden Herrschaften war nicht nur eine politische, sondern auch eine konfessionelle: Die Habsburger Lande blieben katholisch, während Baden-Durlach zum Protestantismus wechselte. Auch heute ist das obere Wiesental noch immer eher katholisch, das vordere eher protestantisch.

### Neuzeit
Das Wiesental war ein wichtiger Schauplatz der Revolution von 1848. Georg Herwegh zog mit seiner Deutschen Demokratischen Legion durch das Tal und wurde am 27. April 1848 bei Dossenbach geschlagen. Friedrich Hecker war einige Wochen ebenfalls durch das Tal gezogen, wobei sich ihm unter anderem in Utzenfeld Freiwillige angeschlossen hatten. Das entscheidende Gefecht zwischen Hecker und den Bundestruppen hatte am 20. April 1848 auf der Scheideck, zwischen Kandern und Schlächtenhaus stattgefunden (siehe Gefecht auf der Scheideck).
Im September rief Gustav Struve in Lörrach die „Deutsche Republik“ aus. Sein Aufstand wurde jedoch niedergeschlagen.

## Industrie

Plakat für die Wiesenthäler Gewerbe-Ausstellung in Lörrach 1900

Das Wiesental war in bis ins 20. Jahrhundert hinein ein Zentrum der Textilherstellung. Die Industrialisierung des Tales hatte bereits sehr früh begonnen. Grund dafür war vor allem die Wasserkraft der Wiese: Der Fluss hat nicht nur ein starkes Gefälle, sondern auch einen relativ konstanten Wasserstand. Ein weiterer Grund für die wirtschaftliche Blüte das Tales war die Nähe zur Schweiz und zum Elsass, die auch Kapital aus diesen Ländern anzog.
Die große Bedeutung des Wiesentals als Industriestandort für das damalige Großherzogtum Baden wird auch im Badnerlied deutlich, in dem es in einer Strophe heißt:
Im Wiesental Fabriken stehn,
wie Schlösser klar und hell,
Rauchfahnen aus Kaminen wehn,
von Lörrach bis nach Zell.
Gegen Ende des 20. Jahrhunderts zog sich die Textilindustrie jedoch immer mehr aus dem Tal zurück. Heute gibt es nur noch an wenigen Orten Textilbetriebe.
Die Wirtschaft des Wiesentals ist heute vor allem von Maschinenbauunternehmen geprägt, von denen nicht wenige führend auf dem Weltmarkt sind. Das Mittlere Wiesental ist beispielsweise für seine Vakuumpumpenindustrie bekannt.

## Kultur und Sehenswürdigkeiten

### Dialekt
Im Wiesental wird Hochalemannisch gesprochen, eine dem Schweizerdeutschen sehr ähnliche Form der alemannischen Dialekte. Besonders auffällig an diesem Dialekt ist die Verschiebung von germanisch „k“ im Anlaut zu „ch“: Kind und Kopf werden beispielsweise im Hochalemannisch „Chind“ und „Chopf“ ausgesprochen. Der Wiesentäler Dialekt ist obendrein in sich selbst nicht homogen; Aussprache und Vokabular können sich von Ort zu Ort weiter unterscheiden. Als literarisches Beispiel für den Wiesentäler Dialekt können Johann Peter Hebels Allemannische Gedichte (sic!) genannt werden, die der in Hausen aufgewachsene Dichter in der Sprache seiner Heimat verfasste. Das Gedicht Der Abendstern nimmt dabei direkten Bezug auf das Wiesental:
Er seit: „O Muetter, lueg doch au,

do unte glänzts im Morgethau

so schön wie in di’m Himmelssaal!“

„He“, seit sie, „drum isch’s Wiesethal.“
Übersetzung:
Er sagt: „Oh Mutter, sieh doch auch

dort unten glänzts im Morgentau

so schön wie in deinem Himmelssaal!“

„Freilich“, sagt sie, „deswegen ist’s das Wiesental“.

### Sehenswürdigkeiten

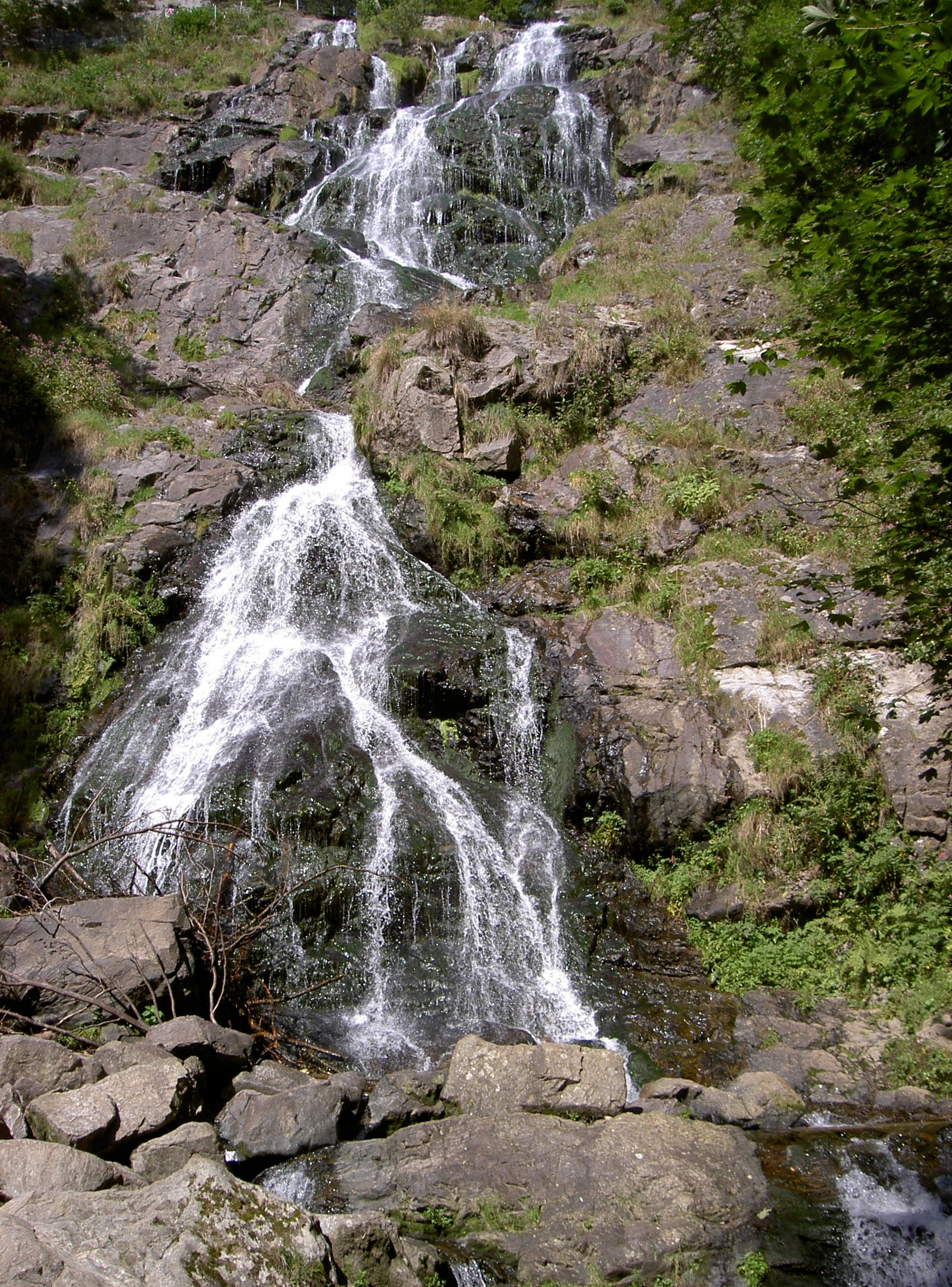
Todtnauer Wasserfälle

Zwischen Todtnau und Aftersteg befinden sich die Todtnauer Wasserfälle, an denen das Wasser 97 Meter in die Tiefe stürzt. Weitere Wasserfälle befinden sich in Seitentälern der Wiese, dem Angenbachtal bei Häg und dem Schuhlochbachtal bei Atzenbach (Atzenbacher Wasserfall). In Todtnau sind außerdem Deutschlands längste Schlitten-Rodelbahn (3500 m), eine der längsten Allwetter-Rodelbahnen Deutschlands (2900 m) und eine Mountainbike-Downhill-Strecke. Bei Utzenfeld besteht seit 1940 das Naturschutzgebiet Utzenfluh.

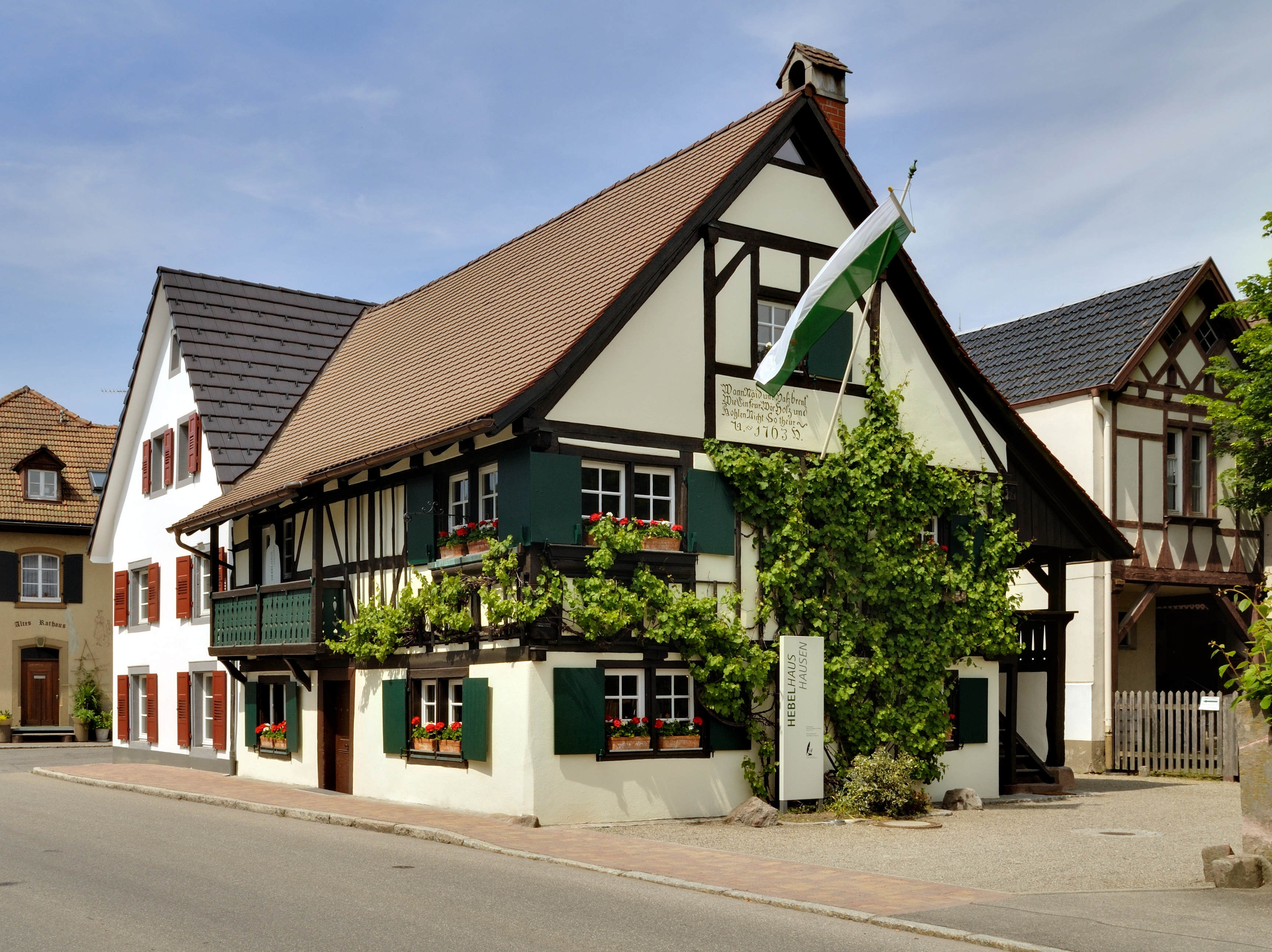
Das „Hebelhuus“, das Heimathaus von Johann Peter Hebel

Weiter flussabwärts in Zell wurde 1996 das Wiesentäler Textilmuseum eröffnet, das einen Einblick in den Alltag und die Geschichte dieses für das Wiesental ehemals so wichtigen Wirtschaftszweiges gibt.
In Hausen im Wiesental steht das Hebelhaus (alem. Hebelhuus), in dem Johann Peter Hebel einen Teil seiner Kindheit verbrachte. Das Haus ist heute als Literaturmuseum eingerichtet.
Weitere Museen sind in Schopfheim zu finden: Ein Technisches Museum mit einer Sammlung von Bleisatzmaschinen, das Stadtmuseum und ein Teddybärmuseum im Ortsteil Gersbach. Ebenfalls in Gersbach befindet sich eine Rekonstruktion einer barocken Verteidigungsanlage. Gersbach wurde obendrein beim Wettbewerb Unser Dorf soll schöner werden – Unser Dorf hat Zukunft „Bundesgolddorf“.
Oberhalb des Lörracher Stadtteils Haagen ist die Burg Rötteln weithin sichtbar. Die ganzjährig geöffnete Burgruine gilt als eine der größten ihrer Art in ganz Südbaden und war der Sitz der ehemaligen Herren des Vorderen Wiesentals. Zahlreiche weitere Burgruinen, deren Erhaltungsgrad jedoch nicht so hoch ist wie der von Rötteln, sind unter anderem bei Wieslet (Burgruine Rotenburg), Raitbach (Ruine Turmhölzle und Burgruine Burgholz) und Zell (Ruine Henschenberg) zu finden.
Noch älter als die Burgruinen ist der römische Gutshof bei Brombach, dessen Grundmauern 1981 ausgegraben wurden. Ebenfalls in Brombach liegt das gleichnamige Schlösschen, 1294 erstmals erwähnt und seit den sechziger Jahren Sitz der Ortsverwaltung.

### Bekannte Wiesentäler
Der bekannte alemannisch-badische Dichter Johann Peter Hebel wurde 1760 in Basel geboren und verbrachte seine Kindheit teilweise in Basel, teilweise in Hausen. Sprache, Landschaft und Lebensart des Wiesentals prägten den jungen Hebel sehr stark und fanden Eingang in seine Allemannischen Gedichte. Ein weiterer bekannter Schriftsteller (und Philosoph), der im Wiesental geboren wurde, ist der gebürtige Schopfheimer Max Picard.
Schopfheim war außerdem der Heimat- und Geburtsort des Priesters und Pazifisten Max Josef Metzger, der von den Nationalsozialisten hingerichtet wurde.
Constanze Mozart, geborene Weber, stammte als gebürtige Zellerin ebenfalls aus dem Wiesental.
In Lörrach wurden unter anderem die Fußballspieler Sebastian Deisler und Melanie Behringer sowie Trainer Ottmar Hitzfeld geboren. Joachim Löw, deutscher Fußballbundestrainer, stammt aus Schönau im Schwarzwald und Karl Ludwig Nessler, der Erfinder der Dauerwelle, kam in Todtnau auf die Welt.